# Марко Каћански
Марко Каћански (Нови Сад, 9. децембар 1979) је српски редитељ.

## Биографија
Рођен је 09.12.1979. у Новом Саду, где живи и ради. Отац му је Владислав Каћански. Дипломирао је позоришну и филмску режију на Академији уметности у Новом Саду, у класи проф. Влатка Гилића 2005.
Од 2007. ради као редитељ на телевизији Војводине у документарном програму. Аутор 5 позоришних представа и преко двадесет кратких, документарних, дугометражних анимираних филмова. Глумио у више филмова и представа.Учествовао на десетак летњих филмских школа и радионица као ментор, редитељ, сниматељ и монтажер. Бави се израдом реклама, видео спотова, дечијих филмова, документарних филмова итд.
Филмови су му учествовали на филмским фестивалима у земљи и иностранству.
Син је глумца Владислава Каћанског.

## Позориште - неке режије
- Витолд Гомбрович: „Венчање“ (Српско народно позориште, Нови сасд);